# Ременькінь
Ременькінь (пол. Remieńkiń) — село в Польщі, у гміні Краснополь Сейненського повіту Підляського воєводства.
Населення — 184 особи (2011).
У 1975—1998 роках село належало до Сувальського воєводства.

## Демографія
Демографічна структура станом на 31 березня 2011 року:
|          | Загалом | Допрацездатний вік | Працездатний вік | Постпрацездатний вік |
| -------- | ------- | ------------------ | ---------------- | -------------------- |
| Чоловіки | 95      | 14                 | 69               | 12                   |
| Жінки    | 89      | 18                 | 50               | 21                   |
| Разом    | 184     | 32                 | 119              | 33                   |